# ایستگاه متروی میدان خراسان
ایستگاه متروی میدان خراسان یکی از ایستگاه‌های خط ۶ متروی تهران است که در ۲۷ اسفند ۱۴۰۳ به صورت رسمی مورد بهره‌برداری قرار گرفت و در ضلع جنوبی میدان خراسان کوچه کاظمی واقع شده است. این ایستگاه با معماری خاص ایرانی-اسلامی به‌عنوان یکی از زیباترین ایستگاه‌های خطوط زیرزمینی تهران شناخته شده است.

## ویژگی‌ها
طول سکوی این ایستگاه ۱۴۰ متر و عمق آن از سطح زمین ۲۶ متر است. زیربنای کل ایستگاه ۶۲۰۰ مترمربع است. 

## نگارخانه

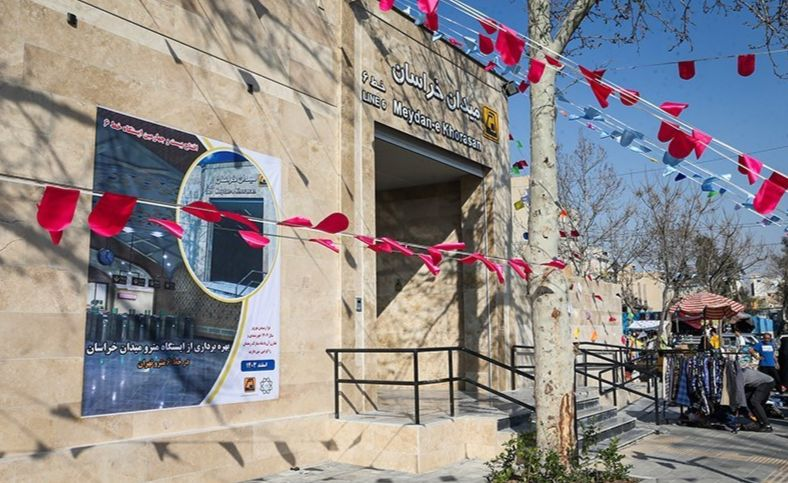
ورودی ایستگاه
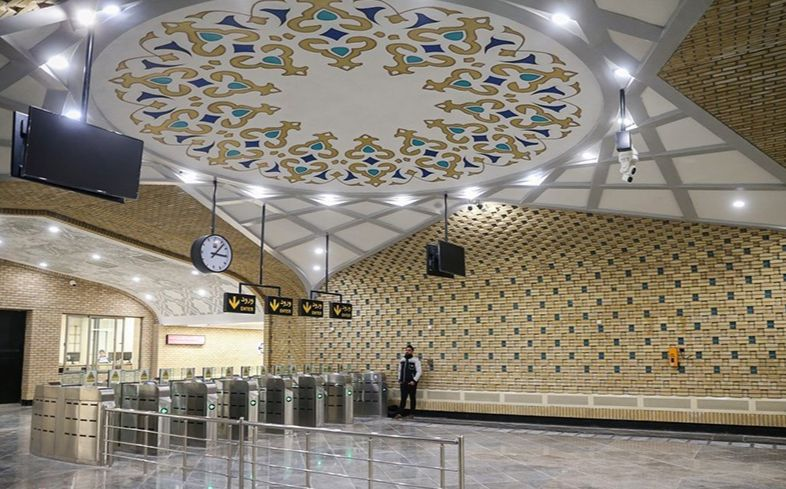
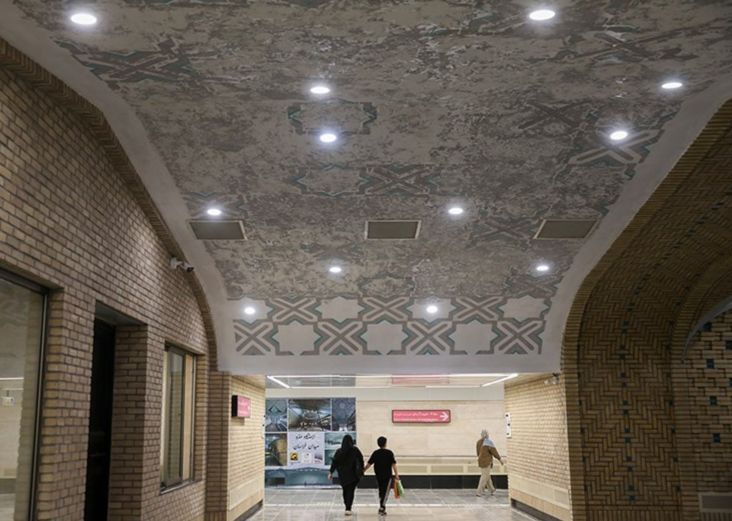
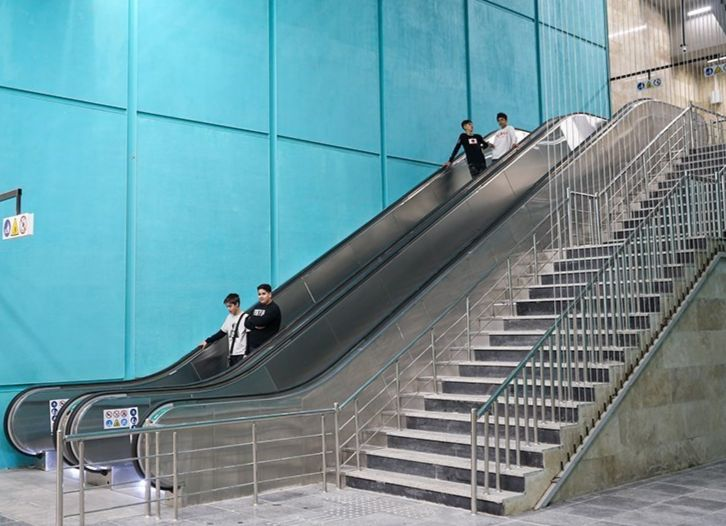
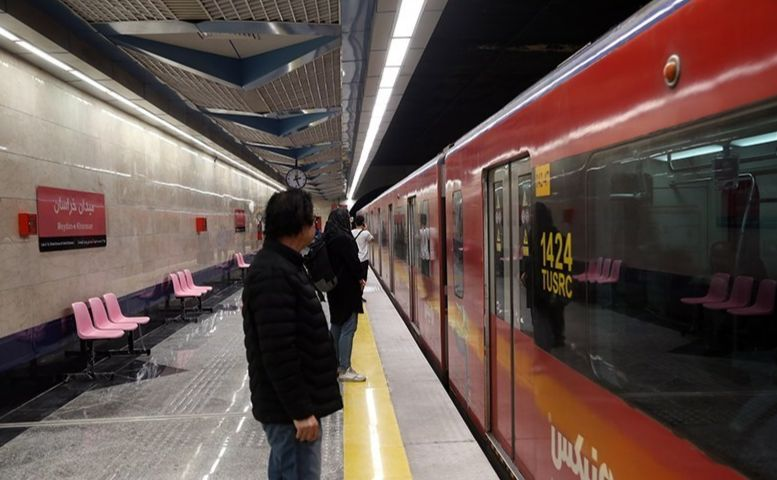
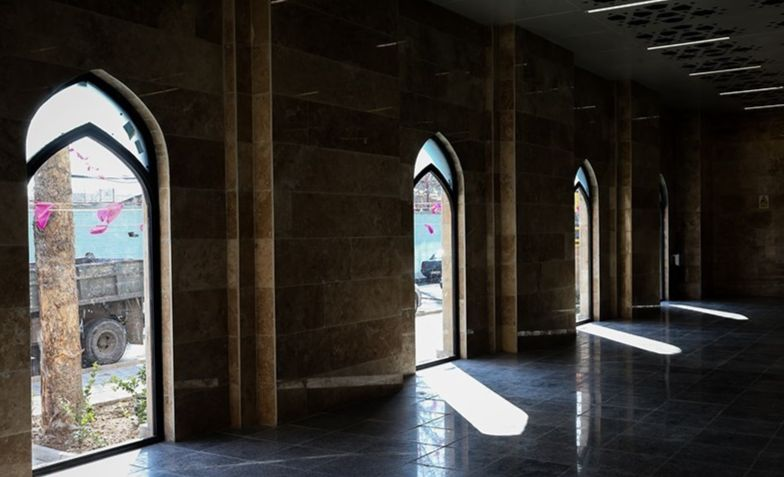